# Шелан (Вашингтон)
Шелан (енгл. Chelan) град је у америчкој савезној држави Вашингтон. По попису становништва из 2010. у њему је живело 3.890 становника.

## Демографија
Према попису становништва из 2010. у граду је живело 3.890 становника, што је 368 (10,4%) становника више него 2000. године.
| Група             | 2000.         | 2010.         |
| Белци             | 2.865 (81,3%) | 2.803 (72,1%) |
| Афроамериканци    | 4 (0,1%)      | 14 (0,4%)     |
| Азијати           | 17 (0,5%)     | 36 (0,9%)     |
| Хиспаноамериканци | 509 (14,5%)   | 942 (24,2%)   |
| Укупно            | 3.522         | 3.890         |